# Tripi
Tripi é uma comuna italiana da região da Sicília, província de Messina, com cerca de 1.044 habitantes. Estende-se por uma área de 54 km², tendo uma densidade populacional de 19 hab/km². Faz fronteira com Basicò, Falcone, Francavilla di Sicilia, Furnari, Mazzarrà Sant'Andrea, Montalbano Elicona, Novara di Sicilia.

## Demografia
| Variação demográfica do município entre 1861 e 2011                               |
|                                                                                   |
| Fonte: Istituto Nazionale di Statistica (ISTAT) - Elaboração gráfica da Wikipedia |